# Вячеслав
Вячесла́в — мужское двухосновное русское личное имя древнерусского происхождения; образовано от основ слов др.-рус. вяще (вяче) — «больше, лучше» + слава: сложение основ со значением «более славный».
Древняя церковная форма имени — Вяцесла́в; старая календарная форма (до середины XVII века) — Вечесла́в. Разговорные формы — Вящесла́в, Вячисла́в, Бечисла́в; распространённая краткая форма — Сла́ва.
Аналоги имени хорошо известны в различных славянских языках. Таковы имена Венцеслав в болгарском и польском, Вацлав в белорусском, польском, чешском и словацком языках, и другие.

## История имени
В христианском именослове имя Вячеслав соотносится со святым Вячеславом (Вацлавом) Чешским (X век), внуком святой Людмилы, считающимся вместе с ней покровителями Чехии. Имя — одно из немногих из обширной группы славянских двухосновных имён, попавших в святцы в результате канонизации их носителей; значительная часть таких имён, будучи нехристианскими, на Руси в Средние века вышла из употребления под давлением церкви. Имя Вячеслав в России практически не использовалось до XIX века и встречалось лишь в монашеской среде.
Возрождение имени было обусловлено массовым интересом к древнерусской истории, отмечавшимся в русском обществе со второй половины XIX века. На волне этой моды «поднимались» такие имена, как Олег, Игорь, Всеволод — связанные непосредственно с русской историей как имена древнерусских князей. Имя Вячеслав также входило в именник династии Рюриковичей — его носителями были, например, сын Ярослава Мудрого Вячеслав Ярославич и сын Владимира Мономаха Вячеслав Владимирович.

## Распространённость имени
В начале XX века имя было довольно редким и получило широкое распространение после Октябрьской революции. Так, по сведениям, собранным А. В. Суперанской и А. В. Сусловой по именам новорождённых в Ленинграде за несколько десятилетий, частотность имени Вячеслав в 1920-е—1930-е годы составляла 2 ‰ (то есть выявлялись 2 носителя имени в 1000 учтённых). В дальнейшем наблюдался рост популярности имени: у родившихся в 1940-е—1950-е годы частотность имени достигла 12 ‰, в 1960-е—1970-е — 13 ‰, в 1980-е — 17 ‰.
Статистические данные по именам новорождённых в 1961 году, собранные В. А. Никоновым в нескольких регионах центральной России, показывают, что имя в начале 1960-х в целом было равно востребованным как в городах, так и на селе. В городах его частотность колебалась от 17 ‰ (в Калуге) и 19 ‰ (во Владимире, Курске и Тамбове) до 28 ‰ (в Пензе) и 34 ‰ (в Ульяновске). В сельских районах максимальные показатели частотности отмечались во Владимирской, Калужской (по 23 ‰), Ярославской и Ульяновской (по 21 ‰) областях. Минимальные значения на селе фиксировались в Куйбышевской (Самарской) области (14 ‰) и Курской области (5 ‰).
Среди родственных мужских имён с компонентом -[слав] имя Вячеслав на протяжении XX века показывало наибольшую частотность, значительно опережая два других популярных имени из этой группы — Владислав и Станислав. Однако в целом употребимость имени никогда не носила массового характера; Суперанская и Суслова относили имя к категории имён ограниченного распространения.

## Именины
- Православные именины (даты даны по григорианскому календарю)[7]: 14 января, 17 марта, 16 августа, 23 августа, 25 августа, 11 октября, 13 октября
- Католические именины: 28 сентября

Святые покровители
- Вячеслав Чешский — князь, страстотерпец — 17 марта, 11 октября
- Вячеслав (Луканин), сщмч., диакон — 16 августа
- Вячеслав (Закедский), сщмч., иерей — 23 августа
- Вячеслав (Инфантов), сщмч., иерей — 14 января
- Вячеслав (Занков), сщмч., иерей — 13 октября
- Вячеслав, сщмч., иеромонах Белогорского Свято-Николаевского монастыря — 25 августа